# Hybanthus hieronymi
Hybanthus hieronymi är en violväxtart som först beskrevs av August Heinrich Rudolf Grisebach, och fick sitt nu gällande namn av Hassler. Hybanthus hieronymi ingår i släktet Hybanthus och familjen violväxter. Inga underarter finns listade i Catalogue of Life.